# Big Japan Pro Wrestling
Pour les articles homonymes, voir BJW.
La Big Japan Pro Wrestling (BJW), en japonais Dainihonpuroresu (大日本プロレス), est une fédération de catch hardcore japonaise fondée en 1994 par Great Kojika et Kazuo Sakurada. Elle est reconnue dans le monde du catch pour sa tendance hardcore et ses types de match appelés Deathmatch. Cette fédération a également effectué plusieurs évènements en collaboration avec la fédération américaine Combat Zone Wrestling (CZW).

## Histoire

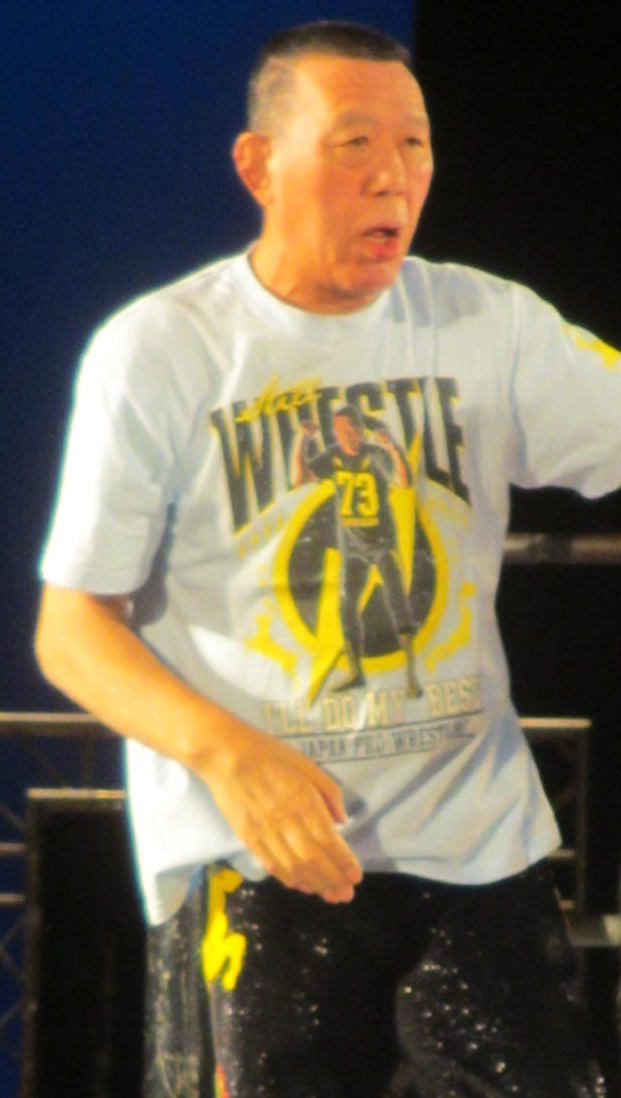
Great Kojika, un des cofondateurs de la Big Japan Pro-Wrestling.

En décembre 1994, les catcheurs Great Kojika et Kazuo Sakurada décident de s'associer pour créer leur propre compagnie qu'ils nomment Big Japan Pro Wrestling (BJW),. Ils décident d'en faire une fédération de catch hardcore car ce style est alors en vogue au Japon notamment avec la Frontier Martial-Arts Wrestling,. Ils recrutent plusieurs catcheurs de la Wrestling International New Generations, une autre fédération japonaise de catch hardcore.
Ils organisent leur premier spectacle le 16 mars 1995 dans un lycée de Yokohama. Le match phare de ce spectacle est un death match par équipe où le fil de fer barbelé remplace les cordes du ring qui oppose Kendo Nagasaki et Shoji Nakamaki à Ron Powers et The Iceman.

## Type de lutte

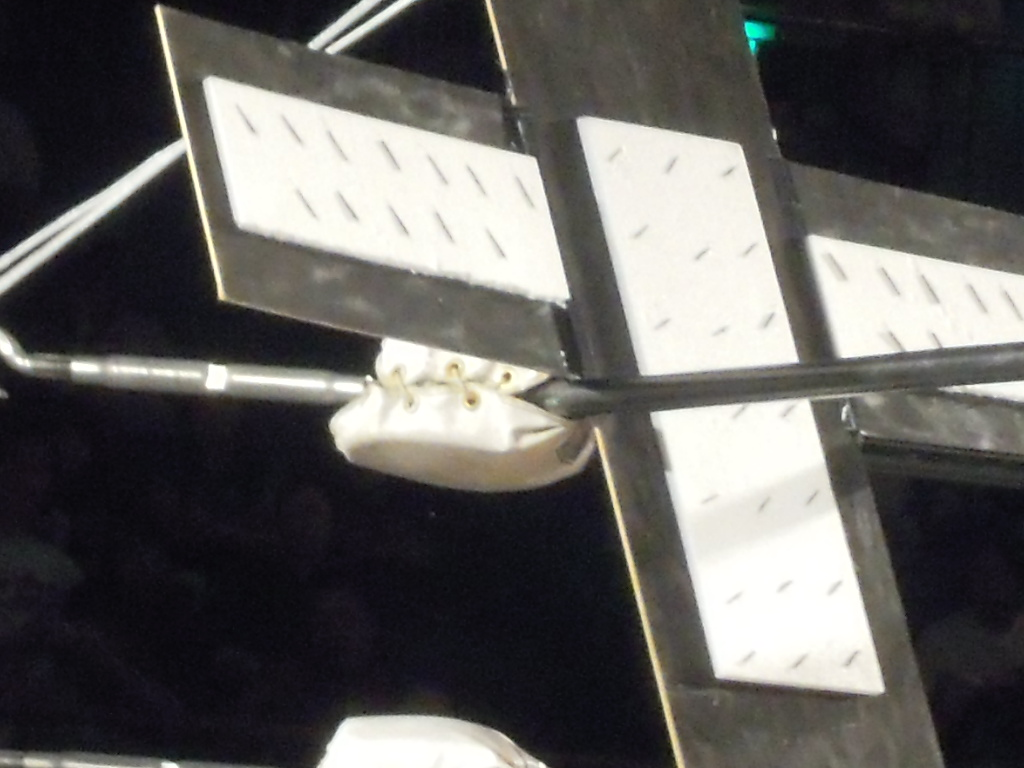
Les lames de rasoirs, utilisées lors d'un Razor Blade Deathmatch.

La BJW est fragmentée en trois divisions distinctes. La division Strong BJ, proposant des combats poids-lourd dans le style classique japonais, la division Strong J, équivalent poids-léger de la précédente et enfin la division Deathmatch BJ, présentant un produit de style hardcore. De nombreux deathmatchs sont organisés par cette fédération et toute sorte d'armes sont utilisés (parpaings, néons, barbelés, punaises, lames de rasoirs, débroussailleuse, clous, morceaux de verre...). Plusieurs deathmatchs sont spécifiques à cette fédération, notamment les Homewrecker Deathmatch (aussi utilisés à la CZW), Piranhas Deathmatch, ou encore les Razor Blade Deathmatch.

## Championnats actuels
| Championnats                                | Champion(s)                         | Anciens champion(s)                        | Date de victoire | Lieu             |
| ------------------------------------------- | ----------------------------------- | ------------------------------------------ | ---------------- | ---------------- |
| BJW Deathmatch Heavyweight Championship     | Ryuji Ito (6)                       | Abdullah Kobayashi (3)                     | 20 juillet 2015  | Hiroshima, Japon |
| BJW Strong World Heavyweight Championship   | Yuji Okabayashi (1)                 | Daisuke Sekimoto (2)                       | 20 juillet 2015  | Tokyo, Japon     |
| BJW Tag Team Championship                   | Hideyoshi Kamitani & Ryota Hama (1) | Daisuke Sekimoto (7) & Yuji Okabayashi (3) | 30 décembre 2015 | Tokyo, Japon     |
| Independent Junior Heavyweight Championship | Isami Kodaka                        | Hi69                                       | 12 avril 2015    | Tokyo, Japon     |